# 교기 (승려)

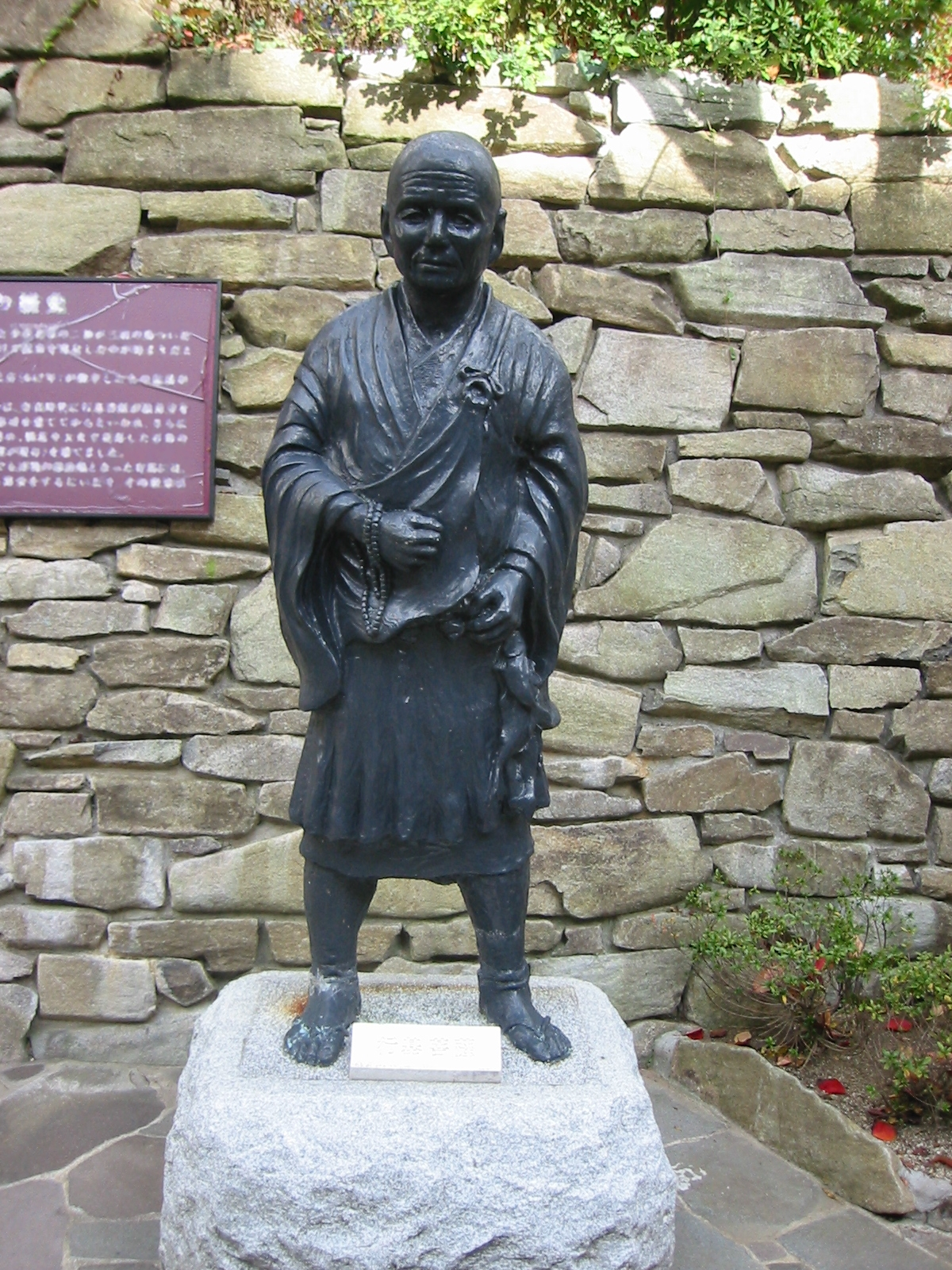
일본 고베시에 있는 동상

교기(行基, 668년∼ 749년 2월 23일)는 일본 나라 시대의 승려이다. 태어난 것은 덴지 천황 7년(668년)이지만 677년 4월에 태어났다는 설도 있다. 승려를 국가 기관과 조정에서 직접 관장하며 불교를 일반 민중에게 포교하는 것이 금지되었던 시대에, 금기를 깨고 기나이를 중심으로 민중이나 호족층을 불문하고 널리 불법을 전하여 사람들로부터 독실한 숭경을 받았다. 또한 일본 각지에 여러 도장과 사원을 세웠을 뿐 아니라, 열다섯 곳의 저수지와 아홉 곳의 관개수로, 여섯 곳의 교량 그리고 곤궁한 사람들을 위한 호시야(布施屋, 일종의 무료급식소) 아홉 곳을 세우는 등 각지에서 다양한 사회적 사업을 펼쳤다. 조정으로부터 탄압을 받기도 했지만, 백성의 압도적인 지지를 바탕으로 훗날 대승정(大僧正)에까지 올랐고, 쇼무 천황으로부터 나라 대불(도다이사 외) 건립의 실질적 책임자로서 초빙되었다. 이 공로로 그는 오늘날까지 도다이사 사성(四聖)의 한 명으로 꼽히고 있다.

## 계보
교기의 행적을 기록한 《대승정사리병기(大僧正舎利甁記)》에 보면, 교기의 아버지는 코시노 사이치(高志才智), 어머니는 하치다노 코니히메(蜂田古爾比賣)이며, 교기는 두 사람 사이의 맏아들로서 가와치국(훗날 이즈미국으로 바뀜) 옷토리노고오리(大鳥郡, 지금의 일본 오사카부 사카이시)에서 태어났다. 그가 태어난 집은 훗날 출가한 교기에 의해 이에하라데라(家原寺)라는 절이 되었다. 코시씨는 카바네를 '코시노후비토(越史)'라 하며, 백제계 도래인인 왕인 박사의 자손인 가와치노후미우지(西文氏) 일족이다. 《속일본기》에 따르면, 왕인은 중국 사람으로 할아버지 때에 백제로 귀화한 귀화인의 후손이라 한다. 또는 백제 왕족의 후손이라고 《원형석서》(14세기)에 기록되어 있다. 본래의 거점은 에치고국인데, 코시노 사이치의 대에 이즈미 국으로 이주했다.

## 생애
교기는 15세 때인 681년에 출가하여 관대사(官大寺)에서 법상종 등의 교학을 배웠는데, 그에게 3년 동안 《유가유식론(瑜伽唯識論)》을 가르친 야쿠시사(藥師寺)의 혜기(惠基, 신라계)나, 18세의 교기에게 선(禪)을 가르친 스승으로 전하는 아스카데라(飛鳥寺)의 도조(道照) 화상(백제계로서 일찍이 당에 들어가 현장玄奬의 가르침을 받은 고승이기도 했던), 22세 때에 이르러 스승으로 삼은 가스가(春日) 산의 의연(義淵, 백제계), 24세 때에 교기에게 구족계를 베풀었던 카츠라기(葛木) 산 고쿠미야사(高宮寺)의 법사 덕광(德光, 신라계)은 모두 한반도 출신의 승려들이었다고 한다(홍윤기 교수의 지적). 한 무리를 이루어 간사이 지방을 중심으로 빈민 구제ㆍ치수(治水)ㆍ다리 놓기 등의 사회적 사업에 힘썼다. 《쇼쿠니혼키》에 따르면 한때 그의 추종자는 1천 명을 넘었다고 한다. 700년 교기는 나라 땅 호키(法器) 산의 산기슭에 부랑인 수용소를 처음으로 만들었다. 704년에는 자신의 태어난 집을 에바라사로 고치고 그곳에 살았다.
사회 사업을 앞세운 교기의 불교 전파는 조정으로부터는 민중을 선동하는 행위로 여겨졌고, 조정은 승니령, 즉 양로(養老) 원년(717년) 4월 23일조에 수록된 승려의 행동에 대한 규정을 근거로 교기를 '소승(小僧)'이라 규탄했고, 그의 제자들의 탁발 등 모든 옥외 활동을 제재했을 뿐 아니라 교기와 그의 제자들을 체포해서 감옥에 가두기도 했다.(《쇼쿠니혼키》) 하지만 당시 조정의 승정직을 맡고 있던 지연(智淵)이나 의연 등의 승려들은 교기를 가리켜 "불우한 중생을 구휼하고 불법으로 이끄는 일을 단속이 아니라 장려해야" 한다며 적극적으로 옹호했으며, 그 와중에도 교기는 옥에 갇힌 사미승을 구출하고 자신도 감옥에 있는 몸이면서 거리로 나가서 설법하기를 그치지 않았다고 한다.(《원형석서》)
교기의 지도로 당시 조정의 중요한 국책사업이기도 했던 간전 개발 등의 사회 사업에 진전을 보였고, 당시 지방 호족이나 민중을 중심으로 한 교단 확대를 조정으로서는 억제할 힘이 없었으며, 또한 교기의 활동이 정부가 우려하던 반정부적 의도가 아니라는 것이 확인되면서부터는 교기에 대한 탄압이 다소 느슨해졌다. 덴표 3년(731년)의 일이었다.(교기의 활동과 그에 대한 국가의 탄압은, 나라 시대에 승니령 위반을 이유로 처분된 유일한 사례로 여겨지는데, 때문에 이에 대해서는 동시대 중국을 석권하고 있던 삼계교 교단의 활동과 그에 대한 당조의 탄압과의 관련 및 영향 관계가 지적되고 있다.) 그 이듬해에 조정에서 가와치 국의 사야마시타(狹山下) 연못을 축조할 때에는 거꾸로 교기의 기술력이나 농민 동원 등의 역량을 동원하기도 했다. 그의 개간사업은 삼세일신법(三世一身法)에 바탕을 둔 것이었다. 덴표 8년(736년)에는 천축(인도) 출신의 승려 보리천라(菩提僊那)가 참파 왕국 출신의 승려 불철(佛哲)ㆍ당의 승려 도용(道璿)과 함께 일본을 방문했다. 이들은 규슈의 다자이후에서 교기의 응대에 따라 헤이조쿄에 들어왔고 다이안사(大安寺)에 머무르며 조정으로부터 시복을 하사받았다. 덴표 10년(738년)에 조정은 교기에게 대덕(大德)의 칭호를 내린다.
덴표 12년(740년)부터 교기는 대불 건립에 협력했는데 이를 두고 일각에서는 여지껏 민중을 위해 활동해왔던 교기가 태도를 바꾸어 조정에 종사하게 되었다는 전향론을 내놓기도 하지만, 일반적으로는 조정에서 당시 교기가 갖고 있던 민중에 대한 영향력을 이용했을 뿐이지 교기가 조정 권력자에게 붙은 것이 아니라고 해석되고 있다. 덴표 13년(741년) 3월에 쇼무 천황은 구니쿄(恭仁京) 교외의 천교원(泉橋院)에서 교기와 회견했는데, 《도다이사요록》(1101년)에 따르면 이때 쇼무 천황은 교기에게 도다이사의 비로자나대불을 만드는데 협조해줄 것을 간청했다고 한다. 15년(743년) 그를 도다이사 대불조조영(大佛造造營)의 권진(勸進)으로 기용했다. 이것이 큰 효과를 거두자 조정은 덴표 17년(745년), 마침내 교기에게 대승정의 지위를 내렸다. 당시 일본의 승직으로서 최고위에 해당하는 대승정에 오른 것은 그가 최초였다.
관개 사업 등을 행하면서 한편으로는 앞서 말한 도다이사 대불 건립에도 관여했다. 대불 축조가 한창이던 덴표 21년(749년)에 교기는 쇼무 태상천황(쇼무 천황은 749년에 퇴위했다)의 출가를 받아들였고, 그 해에 스가와라데라(菅原寺, 나라의 키코사喜光寺)에서 81세의 나이로 입멸했다. 교기의 유골은 이코마시의 왕생원(往生院)에서 화장하여 치쿠린사(竹林寺)에 봉납되었다. 또한 스가와라데라에서 왕생원까지 이르는 길을 교기의 제자가 그 상여를 운반해 날랐다고 하여, 왕생원 부근 묘지는 다른 이름으로는 여산(輿山)이라고도 불린다. 조정은 그에게 '보살'의 칭호를 내려 '교기 보살'이라 불렀다. 덧붙여 교기가 맞이해 온 천축의 승려 보리천라는 752년에 쇼무 태상천황의 명에 따라 도다이사 대불개안 공양의 도사(導師)를 맡았다.
또한 교기는 옛 방식의 일본 지도인 『행기도(行基圖)』를 만들었다고 전하며, 전국 각지를 돌며 다리를 만들거나 용수로 등의 치수 공사를 행했던 데에서 지금까지 일본 각지에는 교기가 터를 잡았다는 연기가 전하는 사원이 많이 남아있다.